# Anurophorus orientalis
Anurophorus orientalis är en urinsektsart som beskrevs av Potapov och Sophya K. Stebaeva 1990. Anurophorus orientalis ingår i släktet Anurophorus och familjen Isotomidae. Inga underarter finns listade i Catalogue of Life.